# Остров (Ганцевичский район)
О́стров (бел. Во́страў) — агрогородок в Ганцевичском районе Брестской области Белоруссии, в составе Начского сельсовета. Население — 273 человека (2019).

## География
Агрогородок Остров находится в 16 км к северо-востоку от Ганцевичей на границе с Минской областью. Село стоит на правом берегу реки Нача. Местные автодороги ведут из Острова в Голынку, Куково и Начь. Ближайшая ж/д станция — в Ганцевичах (линия Барановичи — Лунинец).

## Культура
- Литературный музей имени М. Рудковского Островской СШ

## Достопримечательности
- Памятник землякам, погибшим в войну. Установлен в память о 57 погибших в Великую Отечественную войну сельчанах. В 1973 году установлен памятник — скульптура воина[3].
- Мемориальная доска поэту М. М. Рудковскому
- Памятник на могиле М. М. Рудковского

## Известные уроженцы
- Михаил Михайлович Рудковский (1936-1991 гг.) — белорусский поэт и переводчик